# Vittoria Archilei
Vittoria Archilei, född 1550, död 1620, var en italiensk operasångerska. 
Hon var aktiv i Florens med sin make Antonio Archilei, en musikalisk kompositör. Hon var den första utövaren (Armonia, 1:a intermedio/Anfitrite, 5:e intermedio) av Intermedi della Pellegrina, år 1589.
År 1599 var hon huvudpersonen i den första offentliga framförandet av Daphne på Palazzo Pitti.
År 1600 var hon Virginia Contarini i världspremiären av Euridice på Palazzo Pitti.